# Bacanora (Sonora)
Bacanora (Sonora) é um município do estado de Sonora, no México.